# سیارک ۲۲۰۶۴
سیارک ۲۲۰۶۴ (به انگلیسی: 22064 Angelalewis، نامگذاری:2000AQ99) بیست و دو هزار و شصت و چهارمین سیارک کشف شده‌است که در ۵ ژانویه ۲۰۰۰ کشف شد.
قدر مطلق سیارک برابر ۱۸.۶ است.